# Bañados de Izozog

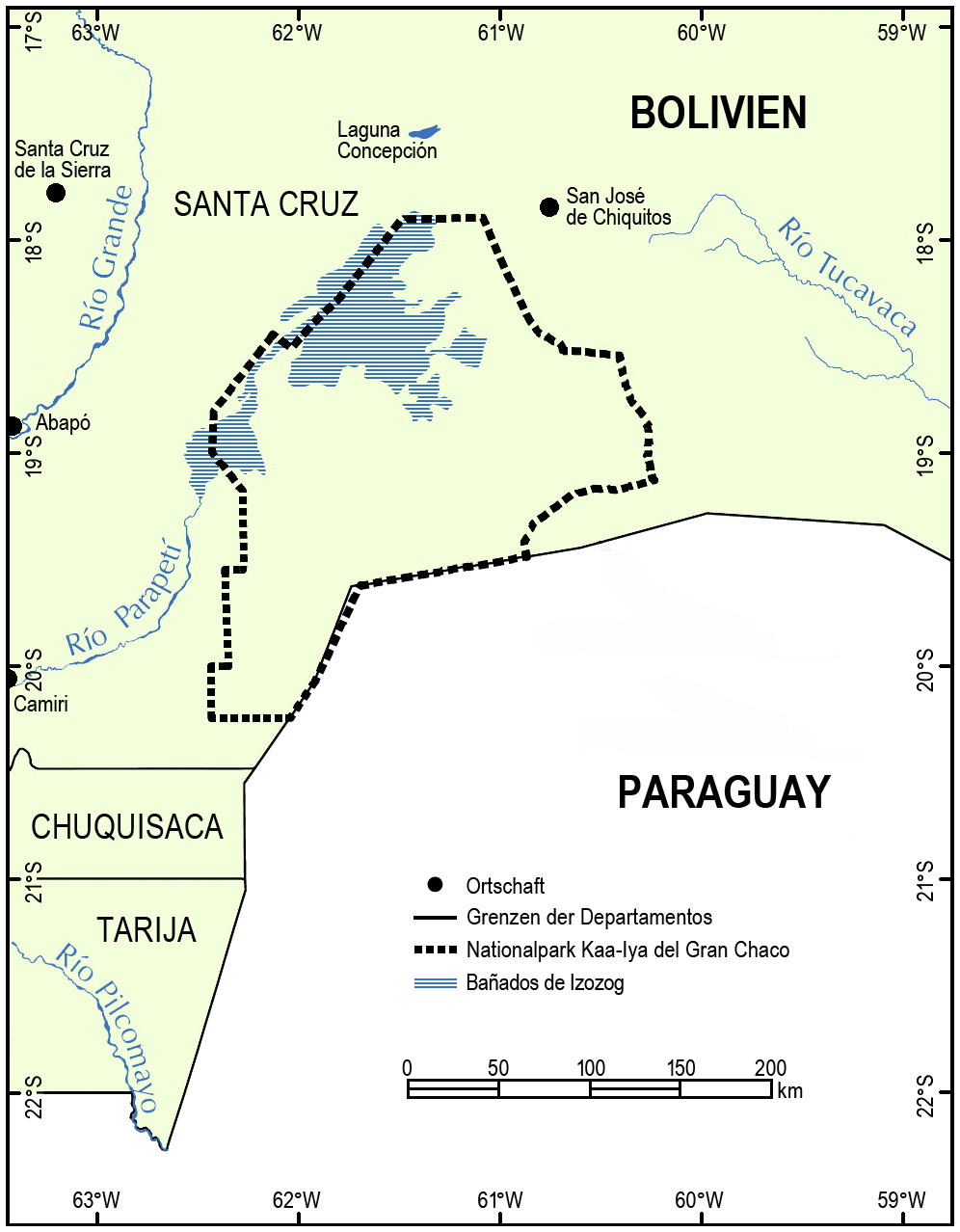
Parque nacional Kaa Iya del Gran Chaco con los Bañados de Izozog

Los Bañados de Izozog, también escrito Bañados de Isoso, constituyen un gran humedal del Chaco boliviano, situado en la parte sur del departamento de Santa Cruz al este de Bolivia.

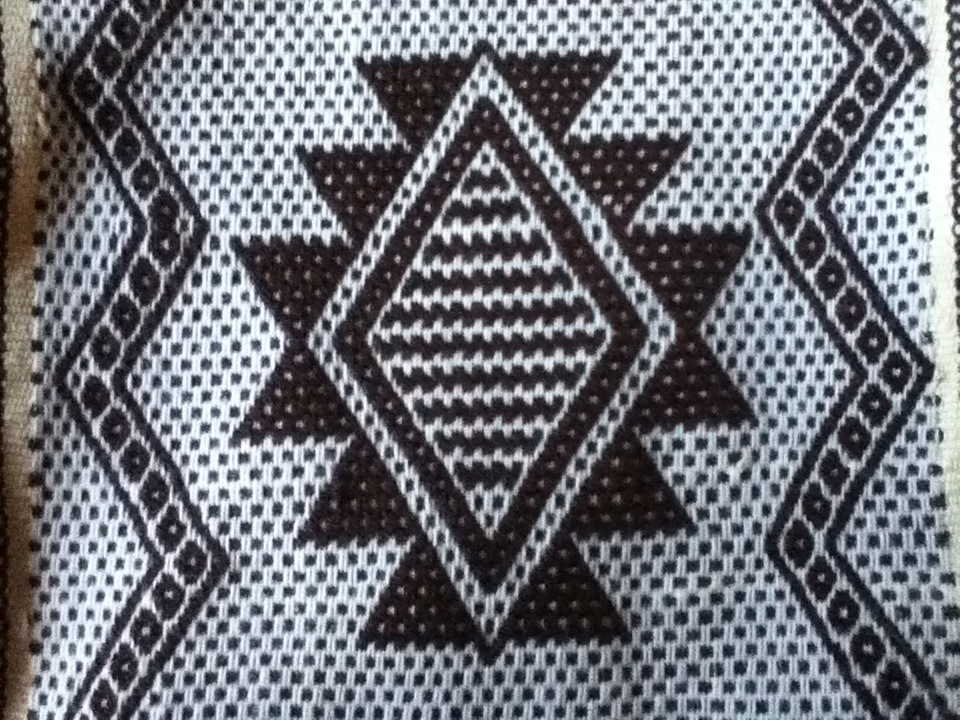
Tejido de la zona.

Forman parte de la región multinacional biogeográfica del Gran Chaco y son el hábitat de distintas comunidades vegetales y animales características de la región del Chaco. Los Bañados son un depresión tectónica y tienen una gran importancia estacional como fuente de recursos hídricos. Por ser la única fuente de agua dulce de la región de bosques secos, durante la estación seca el sitio es vital para las grandes especies de mamíferos tales como los yaguares, pecaríes y tapires, que corren peligro por la falta de agua en la zona.
Ecológicamente, los Bañados de Izozog al estar conectados hidrológicamente con la cuenca del Amazonas, es parte de un corredor biológico y genético ya que permite la circulación y el intercambio de especies entre el norte húmedo y las zonas áridas del sur.

## Toponimia
I oso oso, de donde deriva la palabra "Izozog", significa en idioma guaraní oriental boliviano "el agua que se corta", o también "agua apretada". Es también usado para denominar a los indígenas originarios de la región del Izozog, llamados izoceños o también chanés.